# Terminus Valleyfield
Le terminus Valleyfield est un terminus d'autobus situé à Salaberry-de-Valleyfield, au Québec. La Ville de Salaberry-de-Valleyfield en est la propriétaire.
Le site abrite également un centre de services de la Société de transport de Salaberry-de-Valleyfield. Le marché public de Salaberry-de-Valleyfield est d'ailleurs adjacent au terminus.

## Circuits
Le terminus Valleyfield est desservi par les lignes d'autobus de la STSV, l'une de la MRC du Haut-Saint-Laurent et l'une d'Exo Sud-Ouest.
Une correspondance avec le réseau de taxibus de la STSV est également disponible.
| MRC du Haut-Saint-Laurent | MRC du Haut-Saint-Laurent                                  | MRC du Haut-Saint-Laurent                               | MRC du Haut-Saint-Laurent                                                                                   | MRC du Haut-Saint-Laurent | MRC du Haut-Saint-Laurent |
| Circuit                   | Villes                                                     | Correspondances                                         | Points d'intérêts                                                                                           | Type de circuit           | Horaires                  |
| ------------------------- | ---------------------------------------------------------- | ------------------------------------------------------- | --- | ------------------------- | ------------------------- |
| Ligne bleue               | Ormstown Valleyfield Sainte-Barbe Godmanchester Huntingdon | Stationnement incitatif d'Ormstown Terminus Valleyfield | - Cégep de Valleyfield - Hôpital du Suroît - Centre Valleyfield - Hôpital Barrie-Memorial - Centre Ormstown | Lundi au vendredi         | Cliquez ici               |

| Société de transport de Salaberry-de-Valleyfield | Société de transport de Salaberry-de-Valleyfield | Société de transport de Salaberry-de-Valleyfield                                | Société de transport de Salaberry-de-Valleyfield                                                | Société de transport de Salaberry-de-Valleyfield | Société de transport de Salaberry-de-Valleyfield |
| ------------------------------------------------ | ------------------------------------------------ | ------------------------------------------------------------------------------- | ----------------------------------------------------------------------------------------------- | ------------------------------------------------ | ------------------------------------------------ |
| 11                                               | Valleyfield Beauharnois                          | Terminus Valleyfield Beauharnois (correspondance avec la ligne Exo Sud-Ouest 1) | - Cégep de Valleyfield - Hôpital du Suroît - Centre Valleyfield - Hôtel de ville de Beauharnois | Tous les jours                                   | Cliquez ici                                      |
| 99                                               | Valleyfield Coteau-du-Lac Vaudreuil-Dorion       | Gare Vaudreuil Terminus Valleyfield                                             | - Cégep de Valleyfield - Hôpital du Suroît - Centre Valleyfield - CLSC Vaudreuil-Dorion         | Lundi au vendredi                                | Cliquez ici                                      |

| Exo Sud-Ouest | Exo Sud-Ouest        | Exo Sud-Ouest                                          | Exo Sud-Ouest                                                     | Exo Sud-Ouest  | Exo Sud-Ouest |
| ------------- | -------------------- | ------------------------------------------------------ | ----------------------------------------------------------------- | -------------- | ------------- |
| 1             | Valleyfield Montréal | Terminus Valleyfield Beauharnois Châteauguay Angrignon | - Cégep de Valleyfield - Hôpital du Suroît - Hôpital Anna-Laberge | Tous les jours | Cliquez ici   |